# دارکوب‌وارگان
دارکوب‌وارگان (به لاتین: Picides) یک فروراسته از راسته دارکوب‌سانان است که شامل دارکوب‌ها و عسل‌یاب‌ها است. گمان می‌رفت که عسل‌یاب‌ها با ریش‌مرغ‌ها ارتباط نزدیکی دارند، زیرا نمایش‌های هوایی و صداهای آن‌ها بیشتر شبیه به هم هستند تا دارکوب‌ها. با این حال، تجزیه و تحلیل تبارشناسی نشان داده‌است که در واقع دارکوب‌ها و عسل‌یاب‌ها آرایه‌های خواهری هستند.

## رده‌بندی
- فروراستهٔ دارکوب‌وارکان
  - خانوادۀ عسل‌یابان (راهنماهای عسل)
  - خانوادۀ دارکوبان
    - زیرخانوادۀ دارکوبیان راه‌راه
    - زیر خانوادۀ دارشکنیان (پیکولت‌ها)
    - زیرخانوادۀ دارکوبیان